# Cyphostemma segmentatum
Cyphostemma segmentatum är en vinväxtart som först beskrevs av Christo Albertyn Smith, och fick sitt nu gällande namn av J. van dermerwe. Cyphostemma segmentatum ingår i släktet Cyphostemma och familjen vinväxter. Inga underarter finns listade i Catalogue of Life.